# Карл Барт
Карл Барт (нім. Karl Barth; 10 травня 1886, Базель, Швейцарія — 10 грудня 1968, Базель, Швейцарія) — швейцарський кальвіністський теолог, відомий як засновник так званої діалектичної теології. Широко визнається найбільшим протестантським теологом ХХ століття. Один з найбільш впливових теологів ХХ століття.
Карл Барт отримав богословську освіту в світлі ліберальної теології під впливом Адольфа фон Гарнака, однак, пізніше розкритикував такий напрям теологічної думки і згенерував неортодоксію, яка відродила інтерес до догматики та повертала первинне містичне значення віри в Бога на основі особистого досвіду і через те, як Бог унікально проявив через особу Ісуса Христа (див. Послання до римлян (Барт)). 

## Біографія

### Дитинство і освіта
Народився 10 травня 1886 року в швейцарському місті Базелі в сім'ї реформатського пастора і професора церковної історії.
Навчався у Бернському, Берлінському, Тюбінгенському та Марбурзькому університетах, у цей період зазнав впливу неокантіанства і теолога Вільгельма Германа.

### Швейцарський період: 1910-ті
У 1909 році став помічником пастора реформатської громади в Женеві, а у 1911 році — пастором у місті Зафенвілі (Швейцарія). З 1911 по 1921 рік Барт служив реформатським пастором у селі Сафенвіль у кантоні Ааргау. 1913 року одружився з Неллі Гофман, талановитою скрипалькою. Вони мали доньку та чотирьох синів, одним із яких був дослідник Нового Завіту Маркус Барт (6 жовтня 1915 — 1 липня 1994). Пізніше він був професором теології в Геттінгені (1921–1925), Мюнстері (1925–1930) і Бонні (1930–1935) у Німеччині. Під час служби в Геттінгені він познайомився з Шарлоттою фон Кіршбаум, яка стала його тривалою секретаркою і помічницею; вона зіграла велику роль у написанні його епосу «Церковна догматика».
У серпні 1914 року Карл Барт був наляканий, дізнавшись, що його вчителі, включаючи Адольфа фон Гарнака, підписали «Маніфест дев'яносто трьох німецьких інтелектуалів до цивілізованого світу», який виправдовував початок війни Німецькою імперією; в результаті, Барт дійшов висновку, що більше не може слідувати їхньому розумінню Біблії та історії.
У 1919 році написав книгу «Послання до Римлян» (нім. Der Römerbrief), у 1922 році здійснив другу повністю перероблену редакцію), коментар до Послання до Римлян апостола Павла.
У 1920 роках довкола Барта сформувалося коло молодих теологів. Цей напрям у тодішній теології було названо «діалектичною теологією» (інші назви: теологія кризи, неоортодокси).

### Німецький період
У 1921 році Карл Барт став позаштатним професором у Ґеттінґенському університеті, у 1925 році — ординарним професором догматики і новозавітної екзегези в Мюнстерському університеті, а потім — професором систематичної теології у Боннському університеті.
У 1934 році втратив посаду на кафедрі через відмову скласти присягу на вірність Гітлеру, обов'язкову для державних службовців. У тому ж році Барт брав участь у створенні так званої Сповідальної церкви (Bekennende Kirche). До неї увійшли ті члени євангелічних церков Німеччини, які не прийняли нацистський режим. На першому синоді цієї церкви, що відбувся у Бармені, районі Вупперталя, Барт підготував проєкт теологічної декларації, де підтверджувалася несумісність віри в Ісуса Христа, як Слова Бога і глави церкви з підпорядкуванням земним правителям, які прагнуть обмежити свободу церкви і втручаються у справи віри.

### Останні роки
У 1935 році Барт повернувся до Швейцарії, де став професором теології Базельського університету. Далі решту свого життя прожив у Швейцарії.
У 1962 році Барт відвідав Сполучені Штати Америки і читав лекції в Прінстонській теологічній семінарії , Чиказькому університеті , Теологічній семінарії Союзу та Теологічній семінарії Сан-Франциско. Був запрошений бути гостем на Другий Ватиканський собор. У той час стан здоров'я Барта не дозволяв йому бути присутнім. Однак він зміг відвідати Ватикан і бути гостем папи в 1967 році, після чого написав невеликий том «Ad limina Apostolorum» («На порозі апостолів»).
Барт був зображений на обкладинці номеру журналу «Time» від 20 квітня 1962 року, що свідчить про те, що його вплив вийшов з академічних церковних кіл і поширився на американську релігійну культуру.
Помер Барт у Базелі 10 грудня 1968 року.

## Вчення

### Бог
Однією з основних цілей Барта є відновлення доктрини Трійці в теології після її передбачуваної втрати в лібералізмі.  Його аргумент випливає з ідеї, що Бог є об'єктом власного самопізнання Бога, а одкровення в Біблії означає самовідкриття людству Бога, якого людство не може відкрити просто через власну інтуїцію. Боже одкровення приходить до людини «вертикально згори» («Senkrecht von Oben»).
Вихований у традиціях німецької ліберальної теології, Барт дійшов висновку, що його уявлення про Бога і ситуації людини в світі абсолютно марні й не відповідають реальним потребам парафіян. Барт перечитав Святе Письмо, а також твори реформаторів (особливо Лютера) без упередженості, обумовленої теологічною освітою, і дійшов до висновку, що Бог недоступний людському пізнанню і відкриває себе незалежно від бажання людини. Людина сама по собі не тільки відділена від Бога, але в своєму непослуху ворожа Йому. Таким чином, релігійний досвід і етика, яка спирається тільки на знанні людини про Бога, є не тільки помилковими, але і вводять в оману прикриттям для небажання людини прийняти Бога таким, яким Він є і яким Він відкриває себе в Ісусі Христі.

### Християнська теологія
На основі цих суджень Барт розробив радикально христоцентричний підхід. У його головній роботі «Церковна догматика» (нім. Kirchliche Dogmatik, 12 томів, 1932–1967), що залишилася незакінченою, він реконструює з цієї точки зору всю область теології. Створення світу, гріхопадіння людини, історія Ізраїлю, Новий Завіт — все це інтерпретується Бартом крізь призму «події Христа». Серед інших праць Барта — «Слово Бога і теологія» (нім. Das Wort Gottes und die Theologie, 1924), «Протестантська теологія в ХІХ столітті» (нім. Die Protestantische Theologie im 19. Jahrhundert, 1947).

### Питання спасіння
Карл Барт заперечував, що він універсаліст. Однак, Барт стверджував, що вічне спасіння для кожного, навіть для тих, хто відкидає Бога, є можливістю, яка не є просто відкритим питанням, але християнам слід сподіватися на це як на Благодать; Зокрема, він писав: «Хоча може здатися, що богословська послідовність найбільш чітко спрямовує наші думки та висловлювання в цьому напрямку, ми не повинні привласнювати собі те, що можна давати й отримувати лише як безкоштовний дар», просто сподіваючись на повне примирення. 

## Послідовники
Невдовзі після смерті Карла Барта, на початку 1970-х років, у Західній Німеччині створюється Товариство Карла Барта, а згодом аналогічне — у Сполучених Штатах Америки.

## Оцінки
Вважалося, що папа Пій II сказав, що Барт був «найвидатнішим теологом після Томи Аквінського», хоча Фергюс Керр зауважує, що «ніколи не було ні розділу, ні вірша для цитати», тобто, що цю фразу тільки приписують папі.

## Твори
Твори, крім зазначених у статті: Нарис догматики. СПб., 1997;
- Послання до римлян.

- Gesammelte Vorträge. — Bd. 1—3. — Мюнхен, 1928—57.
- Die kirchliche Dogmatik. — Bd 1—9, Zollikon — Цюрих, 1932—55.
- Theologische Existenz heute. — 9 Aufl. — Базель, 1934.
- Mensch und Mitmensch. — Геттінген, 1955.

Багато творів Карла Барта перекладено російською мовою. Це «Огляд догматики: Лекції, прочитані в Університеті Бонна в літній семестр 1946 року», «Послання до Римлян», «Мить», «Оправдання і право», «Богослів'я і музика: Три речі про Моцарта», «Вольфганг Амадей Моцарт», «Церковна догматика» та «Вступ в Євангелічну теорію»

## Пам'ять
На честь Карла Барта названий астероїд у головному поясі 16459 Барт. У Німеччині випущена поштова марка до століття з дня народження.